# Temnaspis nigroplagiata
Temnaspis nigroplagiata es una especie de coleóptero de la familia Megalopodidae.

## Distribución geográfica
Habita en Birmania.